# Theresia Kunigunde Sobieska

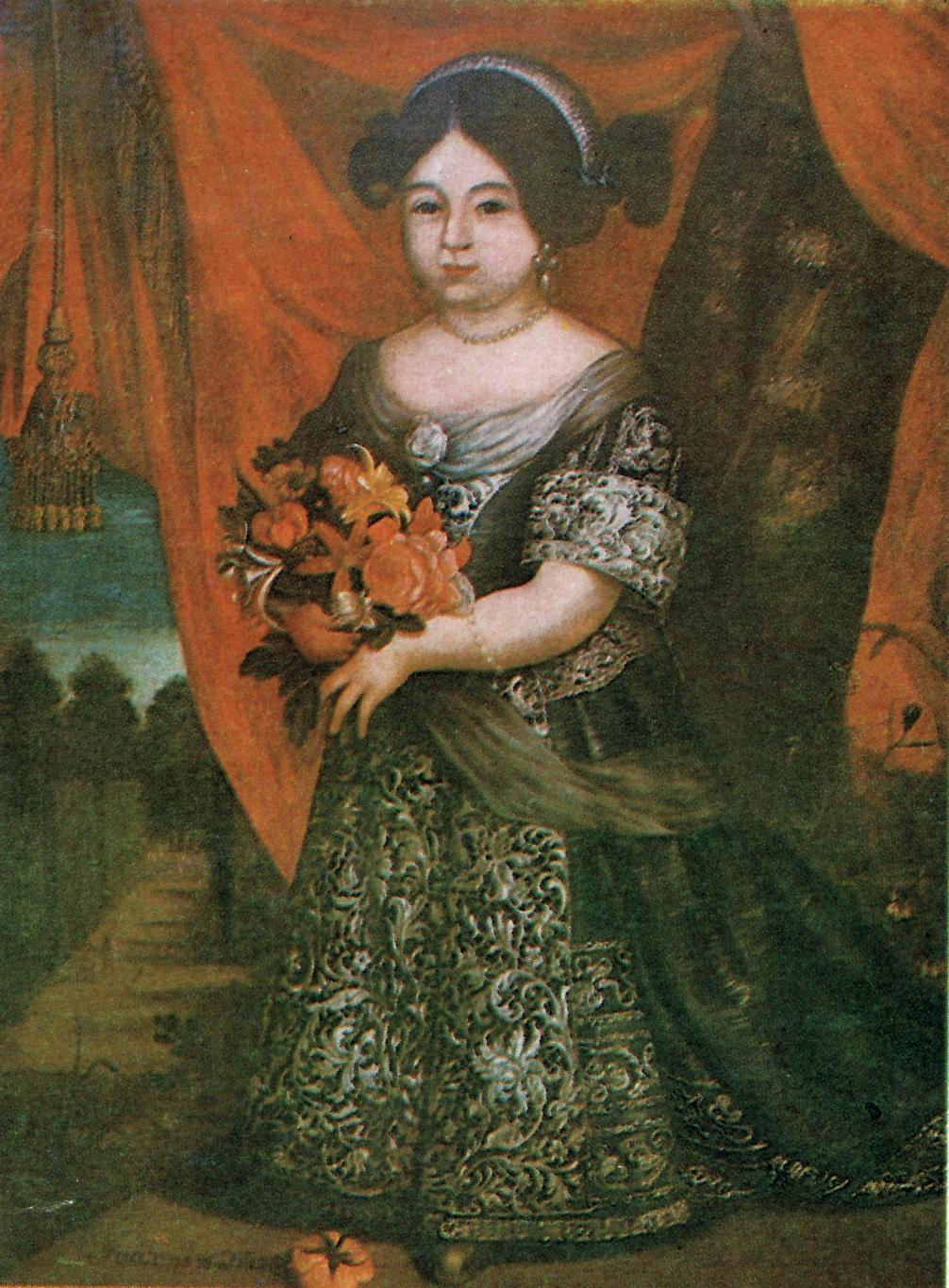
Portret van Theresia Kunigunde Sobieska als kind

Theresia Kunigunde Sobieska (Warschau, 4 maart 1676 – Venetië, 10 maart 1730) was een Poolse prinses en keurvorstin van Beieren. Door haar huwelijk met Maximiliaan II Emanuel van Beieren bracht ze de jaren 1695-1701 in Brussel door als landvoogdes van de Spaanse Nederlanden en nam ze in 1705 enige tijd het regentschap over het keurvorstendom Beieren waar.

## Leven
Ze was een dochter van koning Jan III van Polen en Maria Casimira de la Grange d'Arquien. Als enige dochter die de volwassenheid bereikte, werd haar toekomstige echtgenoot een grote bruidschat in het vooruitzicht gesteld. Op 19-jarige leeftijd werd ze uitgehuwelijk aan keurvorst Maximiliaan II Emanuel van Beieren. De verbintenis werd op 15 augustus 1694 te Warschau voltrokken met de handschoen, gevolgd door de bruiloft op 2 januari 1695 te Wesel. Daags voordien hadden ze elkaar voor het eerst ontmoet.  Aangezien haar echtgenoot landvoogd was van de Spaanse Nederlanden, nam ze haar intrek op het Coudenbergpaleis in Brussel. Daar maakte ze het bombardement op Brussel door, terwijl haar man op campagne was in de Negenjarige Oorlog.
Het huwelijk was vruchtbaar, maar Theresia stoorde zich aan Max Emanuels ontrouw. Hij had zijn maîtresse Agnès Françoise le Louchier naar het buitenland gestuurd, waar ze beviel van een zoon, maar nadien kwam ze spoedig weer in beeld. In 1699 had Theresia er genoeg van en ondernam ze stappen om haar huwelijk te doen annuleren door de paus. Het kwam tot een verzoening doordat Le Louchier wat meer afstand nam, en toen het keurvorstelijk paar in 1701 Brussel verliet voor München, hoopte Theresia op een nieuw begin. Maar al snel dook Le Louchier weer op, en papte Max Emanuel ook aan met Theresia's hofdame Jeanne de Melun. 
Door de nederlaag bij Blenheim verloor Max Emanuel in 1704 de controle over zijn stamland en keerde hij terug naar de Spaanse Nederlanden, terwijl zijn echtgenote als regentes de zaken verder bestierde in Beieren. Het zou tot 1715 duren voor ze hem terugzag. Al na enkele maanden dwong keizer Leopold I het Verdrag van Ilbersheim af, waardoor Theresia alleen nog regeerde in het Rentamt München, terwijl de andere drie territoria van het keurvorstendom onder Oostenrijkse bezetting kwamen. Ze stuurde haar biechtvader, de jezuïet Théodore Smackers, naar het Brusselse hof en vernam van hem de indicaties dat Le Louchier weer een centrale plaats innam naast Max Emanuel. Ook ontdekte ze zijn amoureuze correspondentie. In februari 1705 vertrok ze incognito naar haar moeder in Padua voor overleg. 
Tijdens haar afwezigheid trad keizer Jozef I aan, die haar in strijd met het Verdrag van Ilbersheim niet liet terugkeren. Ze vestigde zich in Venetië, terwijl Max Emanuel na nieuwe nederlagen in ballingschap ging aan het hof van Versailles. In Venetië kampte Theresia met geldgebrek, wat haar niet belette zich uit te leven in de muziek. Ze had loges in het Teatro San Giovanni Grisostomo en in andere schouwburgen. In verschillende opera's werd naar haar een personnage Conegonda opgevoerd.
Door het einde van de Spaanse Successieoorlog kreeg Max Emanuel zijn Beierse keurvorstendom weer in handen en kon ook Theresia terugkeren. Op 3 april 1715 werd ze herenigd met haar man en kinderen in het kasteel Lichtenberg. In München stichtte ze het Sint-Elisabethklooster van servietinnen. Na de dood van haar echtgenoot in 1726 bracht Theresia haar levensavond door in Venetië. Ze overleed er in 1730. Haar lichaam werd bijgezet in de Theatinerkirche van München en haar hart in de Venetiaanse Chiesa di San Simeone Profeta.

## Kinderen
Uit haar huwelijk met Maximiliaan II Emanuel van Beieren werden tien kinderen geboren, van wie er zes de volwassen leeftijd bereikten:
- Doodgeboren zoon (1695)
- Maria Anna Caroline (Brussel 4 augustus 1696 – München 1750), trad op 29 oktober 1720 als "Therese Emanuele de corde Jesu" tot het Münchense clarissenklooster toe
- Karel Albrecht (1697 – 1745), keizer van het Heilige Roomse Rijk keurvorst van Beieren, koning van Bohemen
- Filips Maurits Maria (5 augustus 1698 – Rome 12 maart 1719), daar zijn dood nog niet bekend was nog dagen daarna tot elect van Paderborn en Münster gekozen
- Ferdinand Maria Innocentius (Brussel 1699 – München 9 december 1738), keizerlijk veldmaarschalk
- Clemens August (Brussel 1700 – Fort Ehrenbreitstein 6 februari 1761), Aartsbisschop en keurvorst van Keulen, prins-bisschop van Hildesheim, Münster, Paderborn en Osnabrück
- Willem (1701-1704), prins van Beieren
- Aloysius Johan Adolf (1702-1705), prins van Beieren
- Johan Theodoor (1703-1763), prins-bisschop van Luik, bisschop van Regensburg en Freising
- Maximiliaan Emanuel Thomas (1704-1709), prins van Beieren

## Voetnoten
1. ↑  Het ceremonieel is uitgebreid beschreven in het Theatrum Europaeum, vol. 14, 1702, p. 681 e.v.. De tekst werd overgenomen in: Johann Christian Lünig, Theatrum Ceremoniale Historico-Politicum, vol. II, 1720.
2. 1 2  Britta Kägler, "Therese Kunigunde" in: Neue Deutsche Biographie, vol. 26, 2016, p. 102-104
3. ↑  Andrzej Borowski, "Cor Europae – Brussels or Warsaw?" in: For East is East. Liber amicorum Wojciech Skalmowski, eds. Tatjana Soldatjenkova en Emmanuel Waegemans, 2003, p. 173
4. ↑  Reginald De Schryver, Max II. Emanuel von Bayern und das spanische Erbe. Die europäischen Ambitionen des Hauses Wittelsbach, 1665-1715, P. von Zabern, 1996, p. 149
5. ↑  Sebastian Werr, Politik mit sinnlichen Mitteln. Oper und Fest am Münchner Hof, 1680-1745, Böhlau 2010, p. 61. DOI:10.7788/BOEHLAU.9783412212544